# Josef Rint

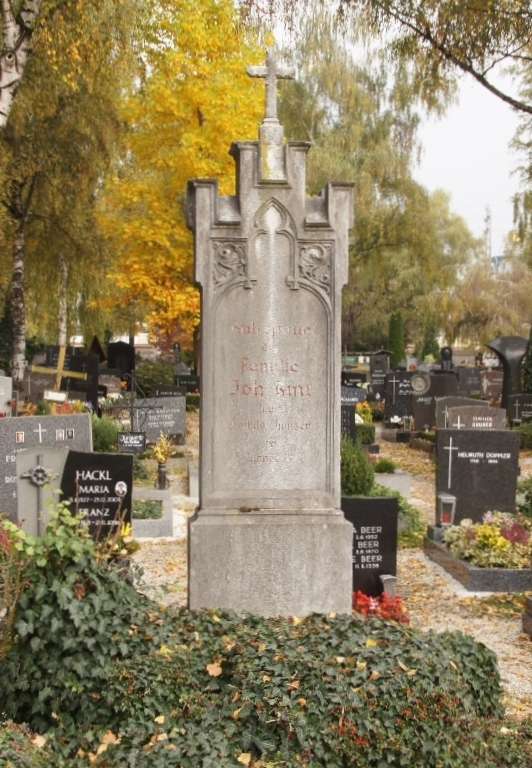
Familiengrab, St. Barbara-Friedhof, Linz

Josef Rint (* 3. Oktober 1838 in Kuks, Böhmen; † 10. Februar 1876 in Wien) war ein österreichischer Bildhauer und Holzschnitzer.

## Leben
Josef Rint erlernte die Holzschnitzerei bei seinem Vater Johann Rint, der seit 1848 in Linz lebte. 1850 begleitete er seinen Vater zu dessen Studienaufenthalt nach München. Nach der Rückkehr nach Linz restaurierte er ab 1852 drei Jahre lang zusammen mit seinem Vater den Kefermarkter Flügelaltar. Anschließend absolvierte er eine Ausbildung in München und war danach Mitarbeiter in der Werkstatt seines Vaters.
Von 1858 bis 1862 war er mit der bildhauerischen Wiederherstellung des Pacher-Altars in St. Wolfgang im Salzkammergut beschäftigt. Auf sein Betreiben hin gründeten 1865 Friedrich Kolbe und der Maler und Schriftsteller Carl von Binzer den „Verein bildender Künstler (und Kunstfreunde) in Linz“.

## Werke
- Restaurierung des Kefermarkter Flügelaltars (1852–1855, zusammen mit seinem Vater Johann Rint)
- St. Wolfgang: Bildhauerische Wiederherstellung des Pacher-Altars (1858–1862)
- Riedau in Oberösterreich: „Hl. Georg tötet den Drachen“
- Kirchstetten in Niederösterreich: Himmelfahrt Mariens
- Totenmaske von Adalbert Stifter

## Würdigung
Zur Erinnerung an das Wirken von Vater und Sohn Rint benannte die Stadt Linz 1954 die „Rintstraße“ im Ortsteil Kleinmünchen nach ihnen.